# 树栖平腹蛛
树栖平腹蛛（学名：Gnaphosa silvicola）为平腹蛛科平腹蛛属的动物。在中国大陆，分布于辽宁等地。